# 南森-阿波罗月坑
南森-阿波罗月坑（Nansen-Apollo）是月球表面的一处地质特征，一座位于陶拉斯-利特罗谷南丘山脚下的陨石坑。1972年阿波罗17号任务期间，宇航员尤金·塞尔南和哈里森·施密特曾到访过它，宇航员们简称它为"南森月坑"，2号科考点位于南森月坑。南森月坑位于几乎肯定来自南丘崩坍沉积物的"浅色覆盖层"中。
南森月坑的北面是拉拉月坑和3号科考点，东北方则是矮子月坑及4号科考点，往东约5公里分布着麦金月坑和赫斯月坑。
该陨坑是宇航员以挪威探险家弗里乔夫·南森的名字所命名。

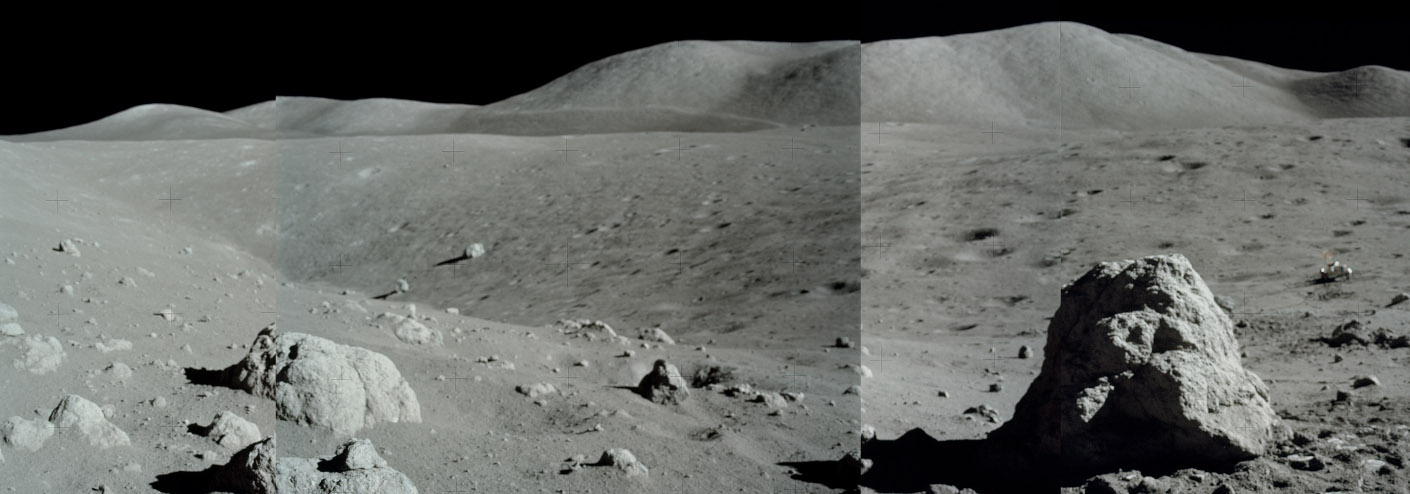
南森陨石坑位于南丘山脚下，面向北方。注意照片右侧边缘附近月球车的大小比例，右边前景中的巨砾曾被宇航员大量取样。
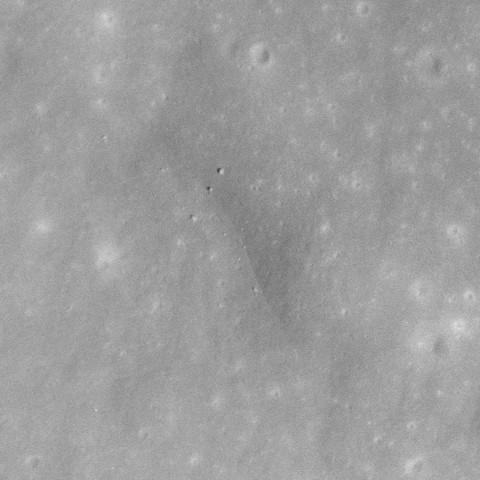
阿波罗17全景相机照片，注意中心附近的巨石在月表平面图中也可看到。